# Felipe Mattioni
Felipe Mattioni Rohde (Ijuí, Brazília, 1988. október 15. –) brazil labdarúgó.
A brazil Grêmio színeiben 13 alkalommal lépett pályára a Campeonato (brazil országos) bajnokságban.
2009 januárjában igazolt a Porto Alegre Gremio csapatából az olasz AC Milan csapatához. A fiatal játékos jobbhátvédként és középpályásként is bevethető. Első olasz bajnoki mérkőzése a 2009. május 3-án lejátszott Catania - AC Milan volt.